# Name That Tune
Name That Tune är ett amerikanskt lekprogram som började som radioprogram hos NBC 1952 och 1953 gick över till att bli TV-program, som sedan sändes fram till 1959 på bästa sändningstid i CBS och NBC, för att därefter ha visats i syndikering i olika omgångar. Programmet skapades av Harry Salter och hans fru Roberta, och i tävlingen ställs två lag mot varandra i kunskaper om musik. I den ursprungliga versionen spelade en orkester upp melodin, och deltagarnas uppgift är att ringa i en klocka och namnge sången.

### Fotnoter
1. 1 2 3 4 5  hämtat från: engelskspråkiga Wikipedia.[källa från Wikidata]
2. ↑  ”Name That Tune” (på engelska). Game Shows Utopia. Arkiverad från originalet den 29 oktober 2014. https://web.archive.org/web/20141029053525/http://www.game-show-utopia.net/ntt/namethattune.htm. Läst 4 oktober 2014.